# Physalaemus feioi
Espèce
Physalaemus feioi est une espèce d'amphibiens de la famille des Leptodactylidae.

## Répartition
Cette espèce est endémique du Sud-Est du Brésil. Elle se rencontre dans la serra da Mantiqueira dans les États du Minas Gerais et de São Paulo.

## Étymologie
Cette espèce est nommée en l'honneur de Renato Neves Feio.

## Publication originale
- Cassini, Cruz & Caramaschi, 2010 : Taxonomic review of Physalaemus olfersii (Lichtenstein & Martens, 1856) with revalidation of Physalaemus lateristriga (Steindachner, 1864) and description of two new related species (Anura: Leiuperidae). Zootaxa, no 2491, p. 1-33.